# Pridi Banomyong
Pridi Banomyong (en tailandés : ปรีดี พนมยงค์) (11 de mayo de 1900-2 de mayo de 1983) fue un político y profesor tailandés. Fue primer ministro y estadista de alto rango de Tailandia, y la UNESCO celebró el centenario de su nacimiento en 2000.
- Datos: Q714934
- Multimedia: Pridi Banomyong / Q714934